# End of refrain〜小さな始まり〜
「end of refrain〜小さな始まり〜」（えんどおぶりふれいんちいさなはじまり）は詩月カオリのシングル

## 概要
詩月のシングルとしては「Chasse」以来1年8ヶ月ぶりとなる。「end of refrain〜小さな始まり〜」は、詩月のシングル楽曲としては初めて、作曲をI'veのサウンドプロデューサーでもある中沢伴行が手掛け、作詞はKOTOKOが歌詞提供を行っている。今回は、他の作品のように通常盤・初回限定盤の2種類での販売はせず、CDとDVDを一緒にした販売形式が採用される予定（GNCV-0021）。もともとこの楽曲はI've設立10周年を記念して販売されたボックス『I've Sound 10th Anniversary 「Departed to the future」Special CD BOX』に収録されており、その楽曲をシングルカットをしたものである。詩月カオリのシングルとしては初めてのノンタイアップシングルである。1週間後の2009年8月5日に発売されたミニアルバム『SPYGLASS』には未収録である。

## 収録曲
1. end of refrain〜小さな始まり〜 [4:30]
作詞：KOTOKO／作曲：中沢伴行／編曲：中沢伴行、尾崎武士
2. Senecio-I'VE in BUDOKAN 2009 Live Ver.- [4:01]
作詞：KOTOKO／作曲・編曲：中沢伴行
3. end of refrain〜小さな始まり〜（Instrumental）

DVD
- 「end of refrain〜小さな始まり〜」プロモーションビデオ
- 映画「Departed to the future」ダイジェスト映像